# 108. п. н. е.

## Дани сећања
- Битка на реци Мутул